# Bosbijproducten

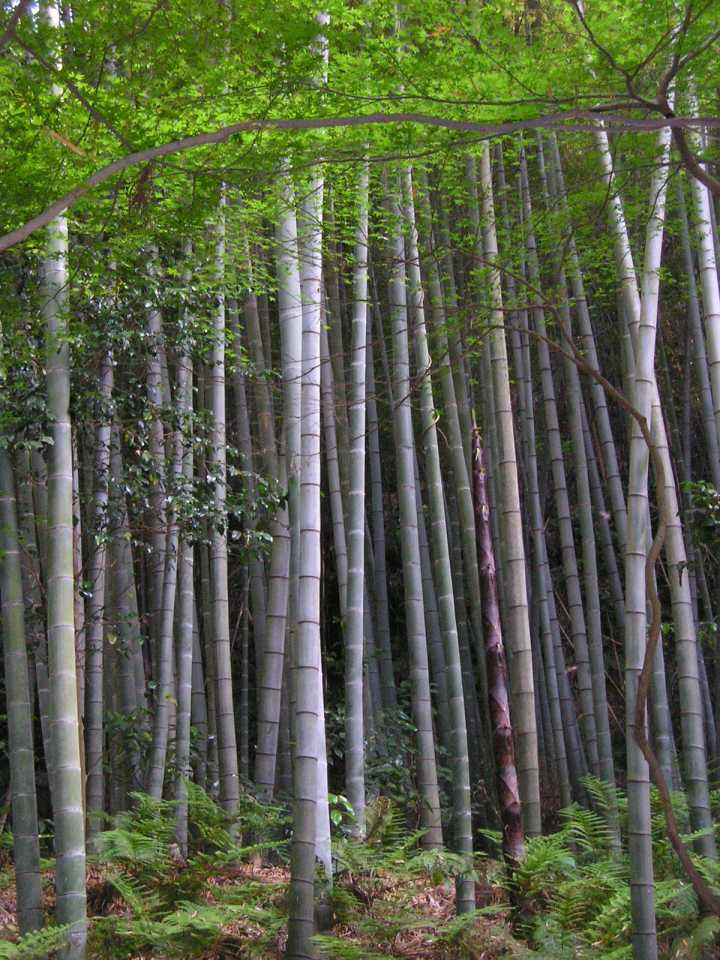
Bamboe is een belangrijk bosbijproduct

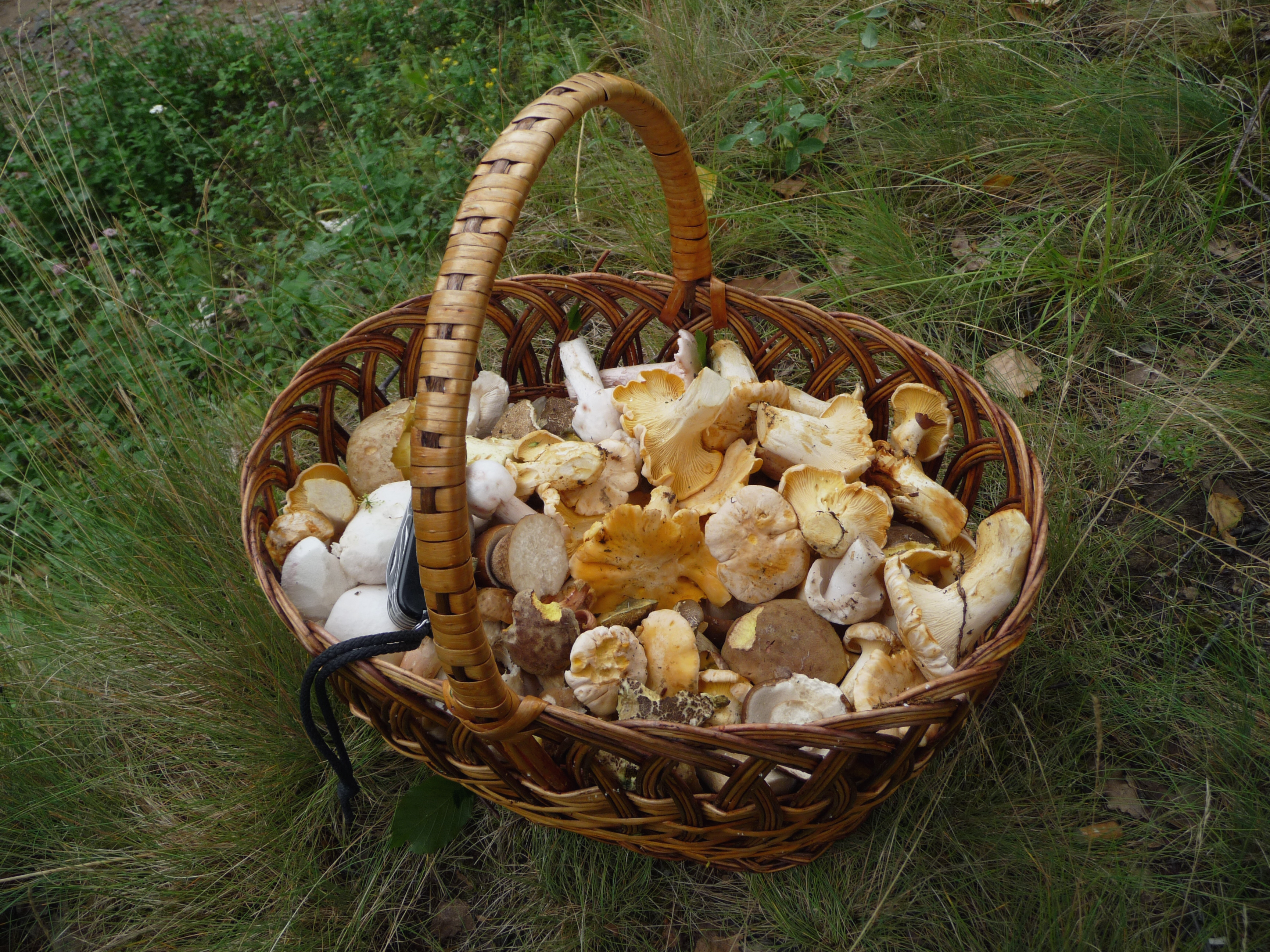
Eetbare paddenstoelen als voorbeeld van een bosbijproduct

Bosbijproducten (Engels: Non-Timber Forest Products, NTFPs) zijn alle producten afkomstig uit bossen met uitzondering van hout. Voor de meeste bossen is hout het belangrijkste bosproduct, maar bossen produceren ook een grote diversiteit aan andere producten. Vooral in ontwikkelingslanden kunnen bosbijproducten een belangrijke bron van inkomsten zijn.

## Definities
In de Engelse benaming wordt nog een onderscheid gemaakt tussen hout en timmerhout, men spreekt dan van ‘non-wood forest products’ (NWFP): alles behalve hout, en ‘non-timber forest products’ (NTFP): alles behalve timmerhout, maar inclusief brandhout en klein hout voor bijvoorbeeld het maken van gereedschap.
Bosbijproducten zijn erg divers en de term wordt op verschillende manieren geïnterpreteerd. Sommige definities refereren alleen aan plantaardig materiaal, andere omvatten alle biologisch materiaal: planten, dieren of delen daarvan. Sommige definities refereren alleen aan producten uit natuurlijke ecosystemen, andere tellen ook producten mee uit halfnatuurlijke of door de mens aangelegde systemen, zoals boslandbouwsystemen en zelfs bosaanplantingen.
Enkele veelgebruikte definities uit de literatuur:
- “Al het biologische materiaal (anders dan industrieel rondhout) dat kan worden geoogst uit bomen in natuurlijke ecosystemen, beheerde bosaanplantingen en boslandbouwsystemen, dat wordt gebruikt voor zelfvoorziening, handel, of voor sociale, culturele of religieuze doeleinden." (Wickens, 1991).
- “Producten van biologische oorsprong, andere dan hout, afkomstig uit bossen, andere beboste gebieden en bomen buiten bossen” (FAO, 1999).

Onder bosbijproducten vallen eetbare plantproducten (zoals groenten, fruit, paddenstoelen, kruiden, veevoer), niet-eetbare plantproducten (zoals sierplanten, bamboe, rotan, brandhout, klein constructiemateriaal), eetbare dierproducten (zoals wild, vis, honing, eieren), niet-eetbare dierproducten (zoals trofeeën, veren, hoorn, bijenwas, lak), medicinale producten (zowel plantaardig als dierlijk) en extracten en exsudaten (zoals etherische oliën, hars, latex, verf) (De Beer & McDermott, 1996).

## Sociaal-economisch belang
Bosbijproducten worden geoogst voor zelfvoorziening of voor commerciële doeleinden. Wereldwijd zijn enkele miljoenen huishoudens sterk afhankelijk van bosbijproducten voor hun levensonderhoud en/of inkomen. Zo'n 80 procent van de bevolking in ontwikkelingslanden gebruikt dergelijke producten voor voeding, gezondheid en constructiemateriaal. Vooral landloze boerenfamilies en vrouwen uit arme gezinnen zijn afhankelijk van de bijproducten voor huishoudelijk gebruik en inkomen (FAO, www.fao.org/forestry/nwfp/6388/en). Daarnaast spelen bosbijproducten ook een rol in het culturele en spirituele leven.
Waardevolle soorten worden vaak beschermd bij kleinschalige bosontginning en opgenomen in de landbouwvelden, of zelfs gecultiveerd in bijvoorbeeld de erftuinen. Door verkoop op lokale markten (vaak kleinschalig) kunnen de producten ook zorgen voor wat inkomen. Sommige producten ondergaan eerst een bewerking, zoals drogen, vermalen of persen. Deze huishoudelijke of lokale bedrijvigheid levert een toegevoegde waarde aan de producten (Ros-Tonen & Wiersum, 2005).
Toegang tot bosbijproducten ondersteunt de plattelandsbevolking in het verbreden van hun basis van levensonderhoud en vermindert hun blootstelling aan risico’s in tijden dat er geen landbouwproductie kan plaatsvinden. Inkomsten uit bosproducten zijn vaak belangrijk als aanvulling op andere inkomsten, bijvoorbeeld wanneer de landbouwproductie in de loop van het jaar tekortschiet voor de zelfvoorziening. Ook worden inkomsten uit bosproducten vaak gebruikt om te investeren in landbouw (bijvoorbeeld door zaden te kopen of arbeid in te huren voor de teelt) of werkkapitaal te genereren voor marktactiviteiten (Marshall et al, 2006).
Daarnaast leveren sommige bosbijproducten grondstoffen voor meer grootschalige industriële verwerking. Een deel van deze producten is een belangrijk exportproduct. Anno 2011 zijn ten minste 150 bosbijproducten belangrijk in internationale handel, zoals honing, Arabische gom, rotan, bamboe, kurk, noten, champignons, harsen, etherische oliën en plantaardige en dierlijke onderdelen voor farmaceutische producten (www.fao.org/forestry/nwfp/6388/en). Sommige van de producten worden in het bos verzameld, maar andere zijn geleidelijk gedomesticeerd en worden in gemengde bos-landbouwsystemen (agroforestry-systemen) of bosaanplantingen verbouwd. In tegenstelling tot de lokaal gebruikte bosbijproducten is de handel in deze producten vaak in handen van commerciële bedrijven en onderworpen aan een vergunningstelsel.
Bosbijproducten zijn niet alleen van sociaal-economisch belang voor lokale huishoudens of eigenaren van commerciële bosaanplantingen, maar hebben ook een meer algemeen belang. Ze dragen ook bij aan duurzame ontwikkeling, behoud van bossen en biodiversiteit, en het bevorderen ondernemingen ter verbetering en diversificatie van lokale economieën (Falconer, 1996, Wollenberg & Ingles, 1998).

## Gebruikers van bosbijproducten
Gebruikers van bosbijproducten kunnen worden onderverdeeld in drie groepen (Ruiz-Perez et al., 2004):
1. Specialisatie: gebruikers die de producten als belangrijkste bron van inkomsten hebben. In veel gevallen zijn het boeren die bosbijproducten bijna als gewassen beheren; zij telen de producten in plantages of beheren ze intensief in het bos. Zij verkopen de producten op formele markten, soms na een eerste verwerking. In andere gevallen betreft het contractanten die van elders komen. De boeren hebben over het algemeen het land in eigendom en wonen in goed ontsloten gebieden met goede toegang tot de markten. Zij zijn de relatief rijkere boeren.
2. Zelfvoorziening: gebruikers voor wie de producten een aanvulling zijn op hun dieet en inkomsten opleveren om de kosten van levensonderhoud te kunnen betalen. Ze verzamelen de producten uit natuurlijke bossen die niet intensief worden beheerd. Het zijn meestal boeren die veel armer zijn dan de eerste groep. Bosproducten vormen een soort natuurlijke verzekering (vangnet) voor deze mensen in slechtere tijden. Deze boeren wonen vaak in afgelegen gebieden. Veelal behoren zij tot inheemse volkeren, die voor hun levenswijze in belangrijke mate van bossen afhankelijk zijn.
3. Diversificatie: gebruikers die productie voor zelfvoorziening en verkoop integreren en waarvoor bosbijproducten een deel van het totale inkomen van het huishouden genereren. Dit betreft vaak boeren die in traditionele landbouwgebieden wonen. Zij vallen tussen de eerste en de tweede groep voor wat betreft inkomen en beheer van de betreffende bosproducten. De producten die ze verzamelen of produceren vertegenwoordigen een essentieel onderdeel van hun inkomen, hetgeen bijdraagt aan de diversificatie en risicospreiding van het gezinsinkomen.